# Колонково
Колонко́во (рос. Колонково) — село у складі Тогульського району Алтайського краю, Росія. Входить до складу Антипинської сільської ради.

## Населення
Населення — 257 осіб (2010; 332 у 2002).
Національний склад (станом на 2002 рік):
- росіяни — 95 %